# Westerwalsede
Westerwalsede település Németországban, azon belül Alsó-Szászország tartományban. Lakosainak száma 769 fő (2023. december 31.).

## Népesség
A település népességének változása:
| Lakosok száma | 725  | 720  | 712  | 752  | 765  | 769  |
|               | 2016 | 2017 | 2019 | 2021 | 2022 | 2023 |